# کارو دردریان
کاراپت دِردِریان (به ارمنی: Կարապետ Տէրտէրեան) با نام ادبی کارو (۱۹۲۵–۲۰۰۷) نویسنده و شاعر ارمنی‌تبار اهل ایران بود. او برادر ویگن بود.

## زندگی
کاراپت دِردِریان در ۱۹۲۵ (۱۶ آبان ۱۳۰۴) یا ۱۴ دسامبر ۱۹۲۸ (۲۳ آذر ۱۳۰۷) در شهر همدان زاده شد ولی در بروجرد و اراک نیز زندگی کرده بود. پدربزرگ مادری او اهل همدان و پدرش از بازماندگان خانواده‌ای بود که همه اعضای آن در نسل‌کشی ارمنی‌ها کشته‌شده بودند و او در سال ۱۹۱۵ (۱۲۹۴) از ترکیه به ایران گریخته و دست سرنوشت او را به باغ پدربزرگ مادری کارو کشانده بود. آنها هم به او اجازه داده بودند تا در باغ زندگی کند. او در آنجا به تجارت فرش پرداخت. پس از مدتی پدر و مادر کارو عاشق یکدیگر شده و با هم ازدواج کردند. حاصل این ازدواج هشت فرزند از جمله پنج پسر به نام‌های زاون، ویگن، کارو، هراند و واهه و سه دختر به نام‌های ژولیت، هلن و آرمینه بود. کارو سومین فرزند خانواده بود.
کارو دربارهٔ پدر خود گفته بود:
«پدر ما یک ارمنی متعصب بود و شاید به همین علت بود که این چنین و بدون وقفه صاحب فرزند شد. از دیدگاه پدرم بیش از یک و نیم میلیون ارمنی را در مسلخ جنگ جهانی اول با فجیع‌ترین روش‌های ضدانسانی به خواب جاودانی فرستاده بودند و لازم بود که ملت ارمنی را از انقراض نجات دهد.»
با وجود اشغال ایران در جنگ جهانی دوم و ورود نیروهای متفقین به همدان کسب‌وکار پدر ویگن در فرش‌فروشی همچنان رونق داشت. آنها را ابتدا به اراک و سپس به بروجرد کشاند. اما پس از دو سال زندگی در بروجرد پدر آنها به خاطر سینه‌پهلو در ۳۹ سالگی در گذشت و خانواده پرجمعیت ویگن را در بحران فرو برد. مادر کارو در شرایط تنگدستی خانواده، آنها را به ناچار به مراغه برد تا نزد زاون، پسر ارشدش زندگی کنند؛ زیرا زاون در غیاب پدر، نان‌آور خانواده شده بود.
با روند رو به بهبود اوضاع، خانواده ویگن در سال ۱۹۵۱ (۱۳۳۰) از تبریز به تهران رفتند.
کارو و ویگن رابطهٔ بسیار صمیمانه‌ای داشتند. کارو از نسل نخست شاعران نیمایی بود. کارو یک‌بار ازدواج کرد و از همسرش جدا شد. او دو دختر و یک پسر به نام‌های رمی، ربکا و رنه داشت.

کارو و ویگن در کنار هم

## درگذشت
کارو دردریان در روز چهارشنبه ۱۸ ژوئیه ۲۰۰۷ (۲۷ تیر ۱۳۸۶) در آسایشگاهی به نام «دهکده مریم» در ایالت کالیفرنیا دیده از جهان فروبست. پیکر او را پس از یک هفته نگهداری در سردخانه در روز چهارشنبه ۲۵ ژوئیه ۲۰۰۷ (۱۳۸۶) در آرامگاه فارست لان مموریال پارک (هالیوود هیلز) به خاک سپردند.
«به خاطر روابط بی‌نهایت انسانی و دوستانه که نه به عنوان برادر، صرفاً به عنوان دوست، بالاتر از برادر با ویگن داشتم به نظرم پاره‌ای از کلمات و جملات من خویشتن خویش را در پدیده‌ای به نام ویگن خلاصه کردم.» (از کتاب برادرم ویگن)

## کتاب‌ها
- شکست سکوت
- نامه‌های سرگردان
- برادرم ویگن
- سایهٔ ظلمت
- سمفونی سرگردانی یک انسان
- خاطرات یک گورکن
- ماسه‌ها و حماسه‌ها
- پروازهای فکر
- دو بیتی‌ها
- کفرنامه